# Diecezja Leónu (Hiszpania)
Diecezja Leónu (łac. Dioecesis Legionensis) – diecezja Kościoła rzymskokatolickiego w Hiszpanii. Należy do metropolii Oviedo. Została erygowana w IV w.